# José Horacio Gómez
José Horacio Gómez és un arquebisbe catòlic, teòleg, filòsof, científic, comptable mexicà-nord-americà. També és doctor en Belles arts.
L'any 1978 va ser ordenat sacerdot de l'Opus Dei. Va exercir el seu ministeri sacerdotal a Espanya, Mèxic i els Estats Units.
Va ser bisbe auxiliar de Denver i bisbe titular de Belali, entre il 2001 e il 2004. Va ser arquebisbe de Sant Antonio, Texas, entre el 2004 i el 2010. És arquebisbe de Los Angeles, des de 2011. Va ser membre de la Pontifícia Comissió per a Amèrica Llatina i actualment pertany a la Pontifici Consell per a les Comunicacions Socials. És el president de la Conferència Episcopal dels Estats Units USCCB, des del novembre de 2019.

## Primers anys i formació
Nascut el 26 de desembre de 1951 a la ciutat mexicana de Monterrey. Va completar els seus estudis secundaris a l'Institut Tecnològic i d'Estudis Superiors de Monterrey. A la Universitat Nacional Autònoma de Mèxic va obtenir una llicenciatura en ciències i una llicenciatura en arts, i també es va llicenciar en comptabilitat i filosofia fins a l'any 1975. Es va incorporar com a membre del Opus Dei (Prelatura de la Santa Cruz i Opus Dei) durant aquests anys.
Va marxar a viure a Espanya el 1975. Es va llicenciar en teologia en 1978 per la Universitat de Navarra el 1978, amb el sosteniment econòmic del Centre Acadèmic Romà Fundació (CARF).
El cardenal Franz König el va ordenar sacerdot de l'Opus Dei el 15 d'agost de 1978 al Santuari de Torreciutat. El 1980 va tornar a la Universitat de Navarra, on va obtenir el títol de doctor de Teologia.
Va treballar de sacerdot a Espanya després d'acabar els estudis universitaris i després va tornar a Mèxic, on va estar al càrrec de diferents parròquies. El 1987 es va traslladar als Estats Units. Fins al 1999 va treballar en les tasques pastorals de la parròquia de la Residència de La nostra Senyora de la Gràcia de San Antonio (Texas). Durant aquest període va ajudar en la Arquebisbat de Galveston-Houston. Va obtenir la ciutadania nord-americana el 1995.
El 1991 es va convertir en representant regional de l'Associació Nacional de Sacerdots Hispans i Llatinoamericans. El 1995 n'és president; entre 1999 i 2001, en fou el seu director executiu.
Va ser membre general del Consell d'Administració del Consell Nacional Catòlic del Ministeri Hispà, entre 1997 i 1998; va ser tresorer el 1999. El matrix any es va formar al Centre Pastoral Familia i Salut de San Juan Diego, on ofereix refugi a immigrants a Denver, Colorado.
També el 1999 es va convertir en vicari de l'Opus Dei a Texas. L'any 2000, juntament amb el cardenal Norberto Rivera Carrera, van fundar el Seminari Hispànic de Santa María de Guadalupe de Mèxic, D. F.

## Carrera episcopal[4]
Va ser nomenat bisbe auxiliar de l'arxidiòcesi de Denver i bisbe titular de Belali pel papa Juan Pablo II, el 23 de gener de 2001. L'arquebisbe Charles Joseph Chaput (O.F.M. Cap.), juntament amb Josepa Antony Fiorenza i Javier Echevarría Rodríguez, li va conceder la consagració episcopal el 26 de marc del mateix any.

### Arquebisbe de Sant Antonio
En successió de Mons. Patrick Flores, va ser nomenat arquebisbe de l'arxidiòcesi de Sant Antonio, el 29 de desembre de 2004.
La revista Time el va escollir com un dels 25 hispans més influents dels Estats Units el 2005, i el 2007 va ser inclòs a la llista d'hispans notables residents al país pella CNN. El 2006, va participar en la creació de l'Associació Catòlica de Líders Llatins (CALL).
Va ser nomenat conseller de la Pontifícia Comissió per a Amèrica Llatina, i membre del Patronat de la Universitat Catòlica d'Amèrica, a la Cúria Romana. Va esdevenir membre de la Conferència Episcopal Americana, de la qual va ser president del Subcomitè de l'Església a Amèrica Llatina, elegit president de la Comissió de Migració i pertany al Comitè de Doctrina.

### Arquebisbe de Los Angeles

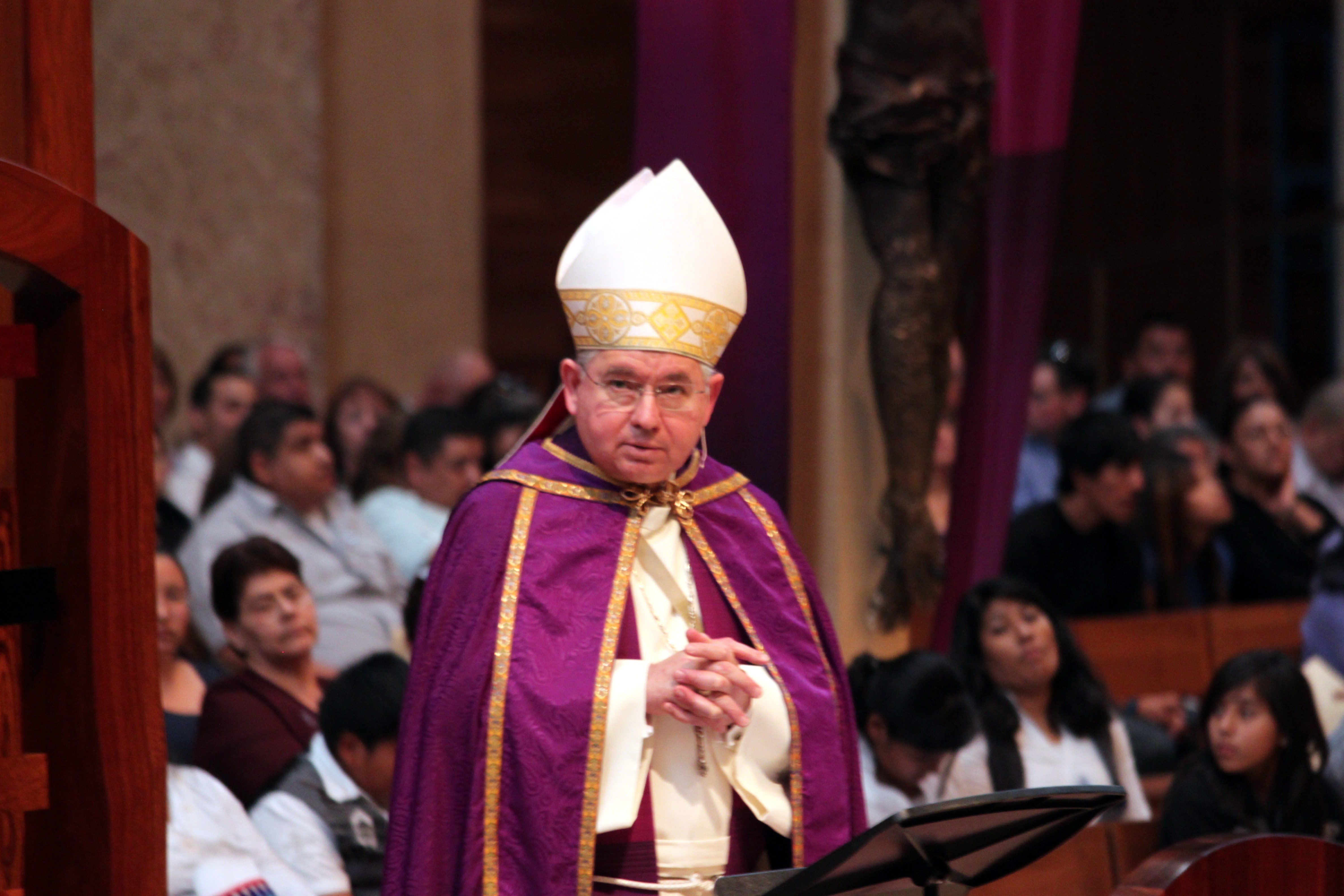
José Horaci Gómez en la Catedral de La nostra Senyora dels Àngels.

Va ser nomenat arquebisbe adjunt de l'arquebisbat de Los Angeles, el 6 d'abril de 2010. L'1 de març de 2011, va ser nominat pel Benet XVI com a nou arquebisbe d'aquesta mateixa arquidiócesis, succeint el cardenal Roger Michael Mahony. És el primer bisbe hispà de més alt rang als Estats Units.
L'octubre de 2012 va ser nomenat pel papa Benet XVI per ser un dels representants del Sínode dels bisbes de la nova evangelitzacgiò, per ser considerat molt dinàmic I culturalment divers, ètnicament I racialment.
El 24 de novembre del mateix any va ser nomenat membre del Pontifici Consell per a les Comunicacions Socials.

## Premis i condecoracions
- Premi Anual El Bon Pastor, (atorgat per l'Associació Nacional de Sacerdots Hispans i Llatinoamericans).
- Comandant de l'Ordre del Sant Sepulcre de Jerusalem.

## Publicacions
- José H, Gómez, A Will to Live: Clear Answers on End of Life Issues, Basilica Press, Irving, TX, 2008. ISBN 978-1930314061
- José H, Gómez, Men of Brave Heart: The Virtute of Courage in tge Priestly Life, Our Sunday Visitor, Huntington, IN, 2013. ISBN 978-1612785653
- José H, Gómez, Immigration and the Next America: Renewing the Soul of Our Nation, Our Sunday Visitor, Huntington, IN, 2013. ISBN 978-1-61-61278-718-3 Error en ISBN: longitud ni 10 ni 13 . Editat també en espanyol, aquest mateix any.